# 黄孩子

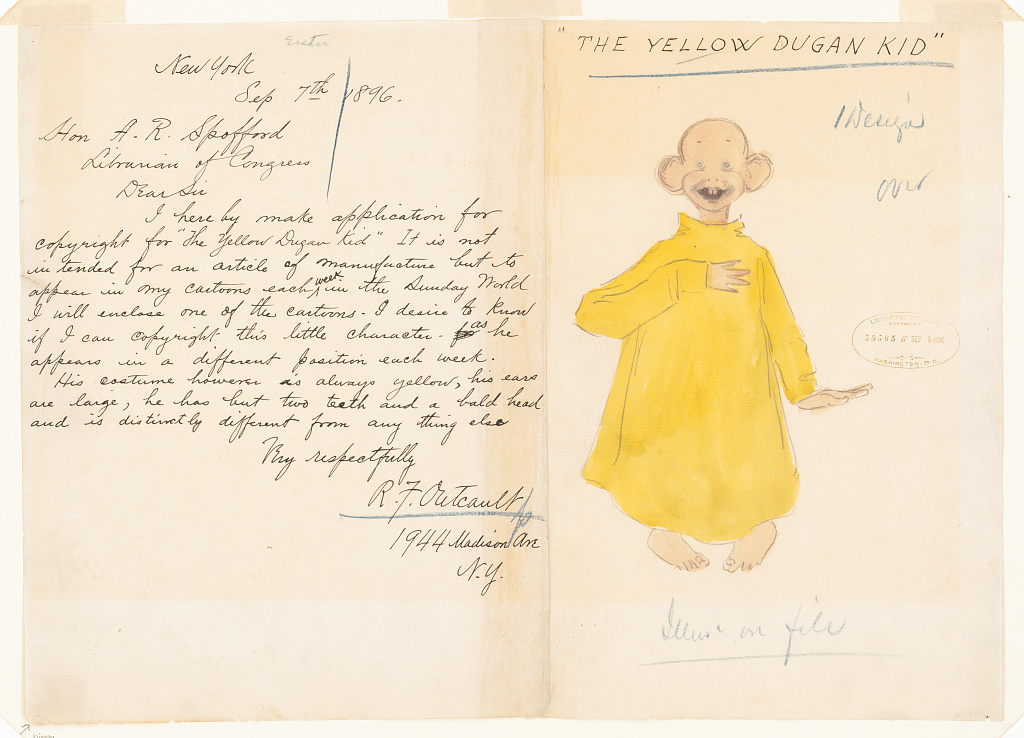
1896年9月7日向国会图书馆馆长递交的“黄色杜根小子”版权声明

黄孩子（英語：The Yellow Kid，或作米奇·杜根 ）是一个美国连环画人物，于1895年至1898年间出现在约瑟夫·普利策的《紐約世界報》和威廉·伦道夫·赫斯特的《纽约新闻报》上。由理查德·F·奥考特在连环漫画《霍根胡同》（后亦使用不同名称）中创作和绘制，它是美国报纸上最早的周日补充连环画之一，尽管它的图形布局已经在政治中彻底确立和其他纯粹的娱乐漫画。奥考特在“黄孩子”中对对话框的使用影响了随后报纸上刊载的连环漫画和其他漫画杂志中对话框的基本外观和用途。
黄孩子也因其与“黄色新闻”一词的联系而闻名。“黄色新闻”意为为提高报纸销量而炮制的所谓“重大新闻”，故名。虽然是一部连环画，但奥考特的作品将其幽默和社会评论瞄准了普利策所有的报刊所争对的成人受众。该板块的描述是“世纪之交的城市剧院，其中新的城市、消费主义环境中的阶级和种族紧张关系由一群来自错误轨道一侧的纽约孩子们调皮地表演出来”。

## 角色特点
黄孩子是一个秃头、长着龅牙的赤脚男，衣着为一件超大的黄色睡衣，在19世纪后期纽约市内的一些典型贫民窟的小巷里闲逛。霍根胡同里充满以孩子为主的各种怪异人物。他们傻笑，且习惯性地用一种粗糙的、奇怪的俚语对话，这个俚语印在他的衬衫上——一种用来讽刺广告牌的装置。
黄孩子没有头发，犹如于近期除去虱子，这在当时纽约公寓隔都的儿童中很常见。他的睡衣是从姐姐那里继承下来的，在第一个色带上是白色或浅蓝色。

## 出版历史

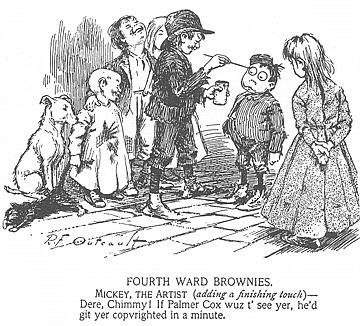
理查德·F·奥考特为《真理》杂志《第四区布朗尼》创作的最后一部《霍根胡同》漫画，1895年2月9日出版，并于当年2月17日在《纽约世界报》上再版，成为美国报纸上最早的连环画之一。后来所谓“黄孩子”在该连环画最初的几个篇章中扮演配角。这个是指艺术家帕尔默·考克斯在书籍和杂志中流行的布朗尼角色。

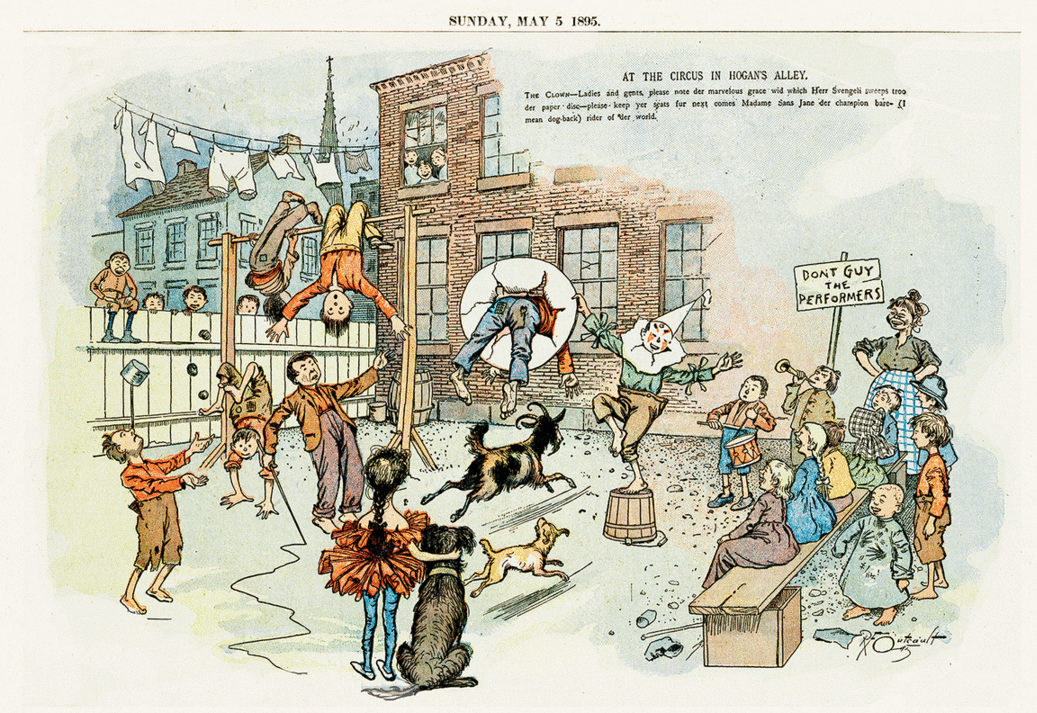
1895年5月《纽约世界报》中出现的角色（右下方，奥考特签名上方即黄孩子），而当时所谓“黄孩子”尚不着黄衣。

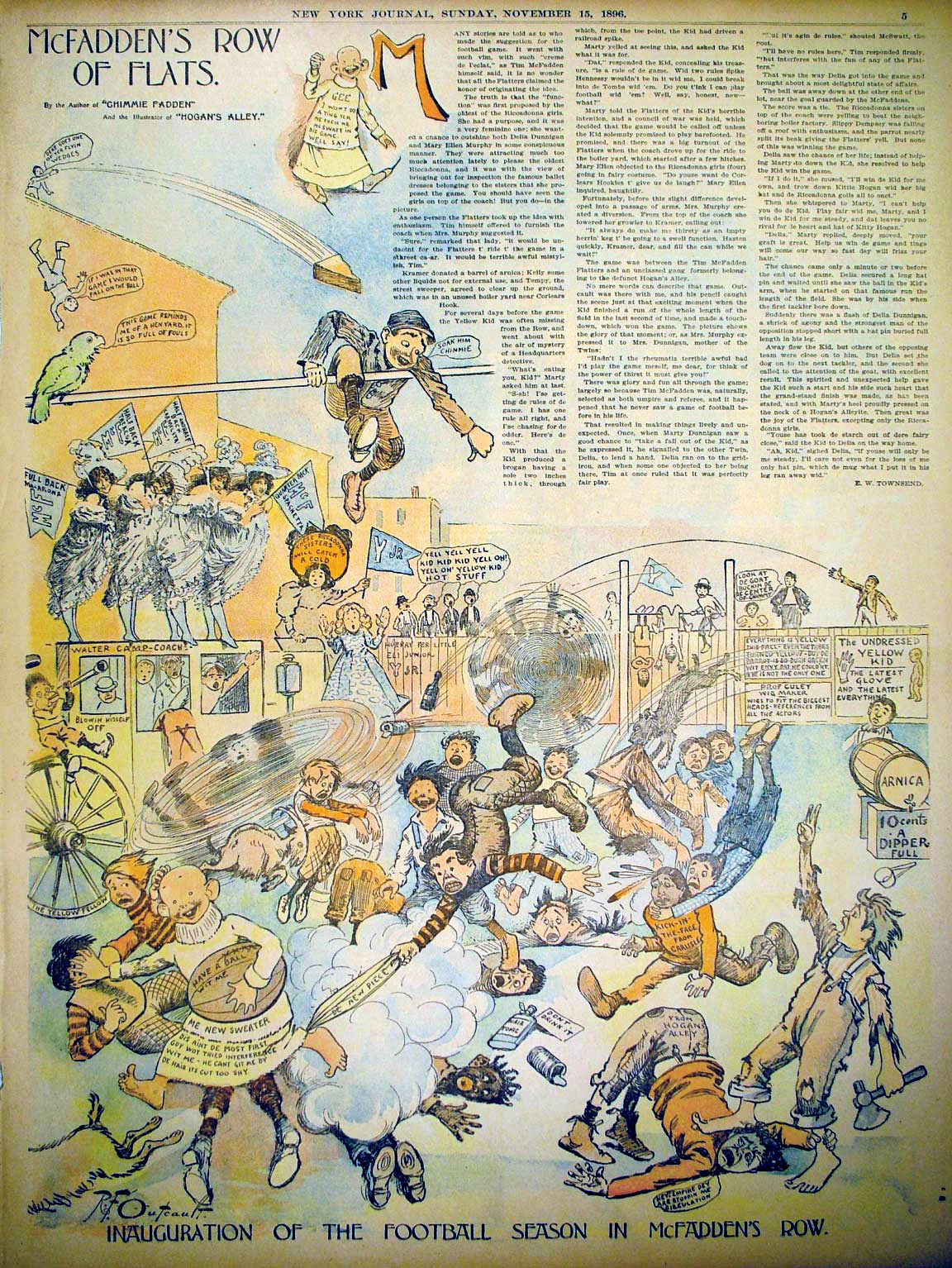
一年半后，奥考特为赫斯特的《纽约日报》在整版彩色星期天增刊中绘制了《黄孩子》，作为麦克法登《公寓行》系列的一部分。在这版于1896年11月15日刊载的连环画中，出现了文字气球，行动公开暴力，绘画中的角色混乱。

黄孩子的前身在1894年和1895年发表在《真理》杂志上的卡通板块中为配角。四部不同的黑白单幅漫画被认为很受欢迎，其中一部《第四区布朗尼》于1895年2月17日在约瑟夫·普利策的《紐約世界報》再版，当时奥考特在那里担任技术制图艺术家。不到一个月，《紐約世界報》又出版了另一部较新的《霍根胡同》漫画，随后于1895年5月5日刊出彩色版。《霍根胡同》逐步占据了周日的整个漫画版面，系列的主角是黄孩子（他每周也会出现几次）。
1896年，奥考特被威廉·伦道夫·赫斯特旗下的《纽约新闻报》高薪聘得，在那里他用新的整版彩色版面刊出黄孩子，与他为《真理》杂志的绘制的第一批漫画相比，它明显暴力以至粗俗。由于奥考特未提供黄孩子的版权信息，普利策得以聘请乔治·卢克斯继续为《紐約世界報》绘制原版（现在不太受欢迎）连环画，因此黄孩子在一年间同时出现在两篇相互竞争的报纸中。卢克斯版的黄孩子介绍了一对双胞胎亚历克斯和乔治，他们也穿着黄色睡衣。 奥考特在《纽约新闻报》上制作了篇黄孩子的续作，每版持续不超过四个月：
- 《麦克法登的一排公寓》（1896年10月18日 - 1897年1月10日）
- 《与黄孩子环游世界》——以娜麗·布萊的方式让孩子参加世界巡回演唱会（1897年1月17日至5月30日）
- 《瑞恩的拱廊》（半版面，1897年9月28日 - 1898年1月23日[1]）

随着竞争减弱，两个版本的黄孩子在1898年初戛然而止，期间也不过三年。此外，当奥考特发觉自己无法保留对这个角色的独家商业控制权时，他可能已经对这个角色失去了兴趣。黄孩子的最后一次露面一般认为是在1898年1月23日的一篇关于护发素的文章中。1898年5月1日，该角色出现在一部颇具讽刺意味的连环画——《凯西角儿童角钱博物馆》，但他被描绘成一个身穿绿色睡衣，留着胡须的秃顶老人，上面写着：“天哪，我已经在制作dis collection方面变老了。”
黄孩子偶尔出现在奥考特后来创作的一些连环画中，其中以《巴斯特·布朗》最为知名。 

## 黄色新闻
刊出黄孩子的两家报纸，普利策的《纽约世界报》和赫斯特的《美国新闻》很快就被合称为“黄孩子新闻”。后来又衍生出“黄色报纸”，最终“黄孩子新闻”一词演变为如今的“黄色新闻”，描述了两家报纸将耸人听闻（甚至报道的内容纯粹是无中生有）和商业目的作为新闻报道优先事项的行径。

## 推销
黄孩子的形象是有利可图的商品销售的早期例子，并出现在纽约都会区的大众市场零售物品上，包括但不限于“广告牌、纽扣、香烟盒、雪茄、饼干罐、女士扇子、火柴盒、明信片、口香糖卡片、玩具以及威士忌”。随着黄孩子在商业上取得成功，该系列连环画开始代表它最初讽刺的粗俗商业世界。

## 其他版本

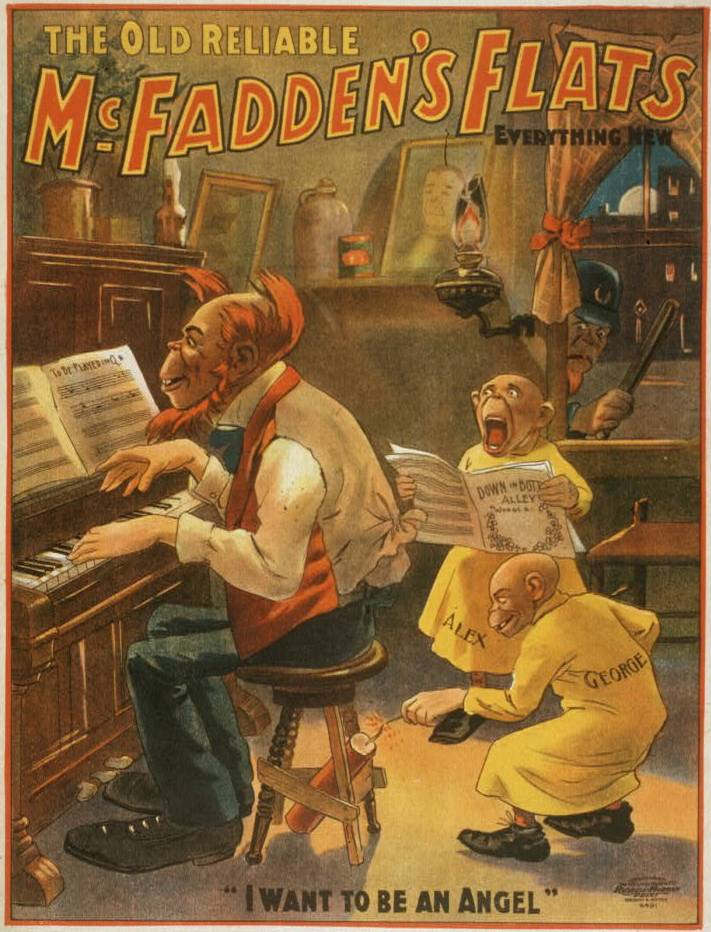
1902年古斯·希尔舞台剧《麦克法登公寓》的海报

娱乐企业家古斯·希尔根据漫画编写了舞台剧《麦克法登公寓》，该作于1927年和1935年被翻拍成电影。
在漫威宇宙中，由喬斯·溫登撰写的《離家童盟》故事（第 2 卷，第 27 期）出现了黄孩子，故事中他表现出超人之力。
在1990年2月6日的《齐吉》中，齐吉指着坐在他旁边公园长椅上的一位微笑的老人直呼：“不开玩笑……你是黄孩子！”

## 后世纪念
黄孩子奖（義大利語：Premio Yellow Kid）是由国际漫画家展览会颁发的意大利漫画奖项，奖项在意大利年度漫画书暨游戏大会盧卡國際漫畫節颁发。